# Archispirostreptus transmarinus
Archispirostreptus transmarinus är en mångfotingart som beskrevs av Hoffman 1965. Archispirostreptus transmarinus ingår i släktet Archispirostreptus och familjen Spirostreptidae. Inga underarter finns listade i Catalogue of Life.